# Sant Romà de les Bons

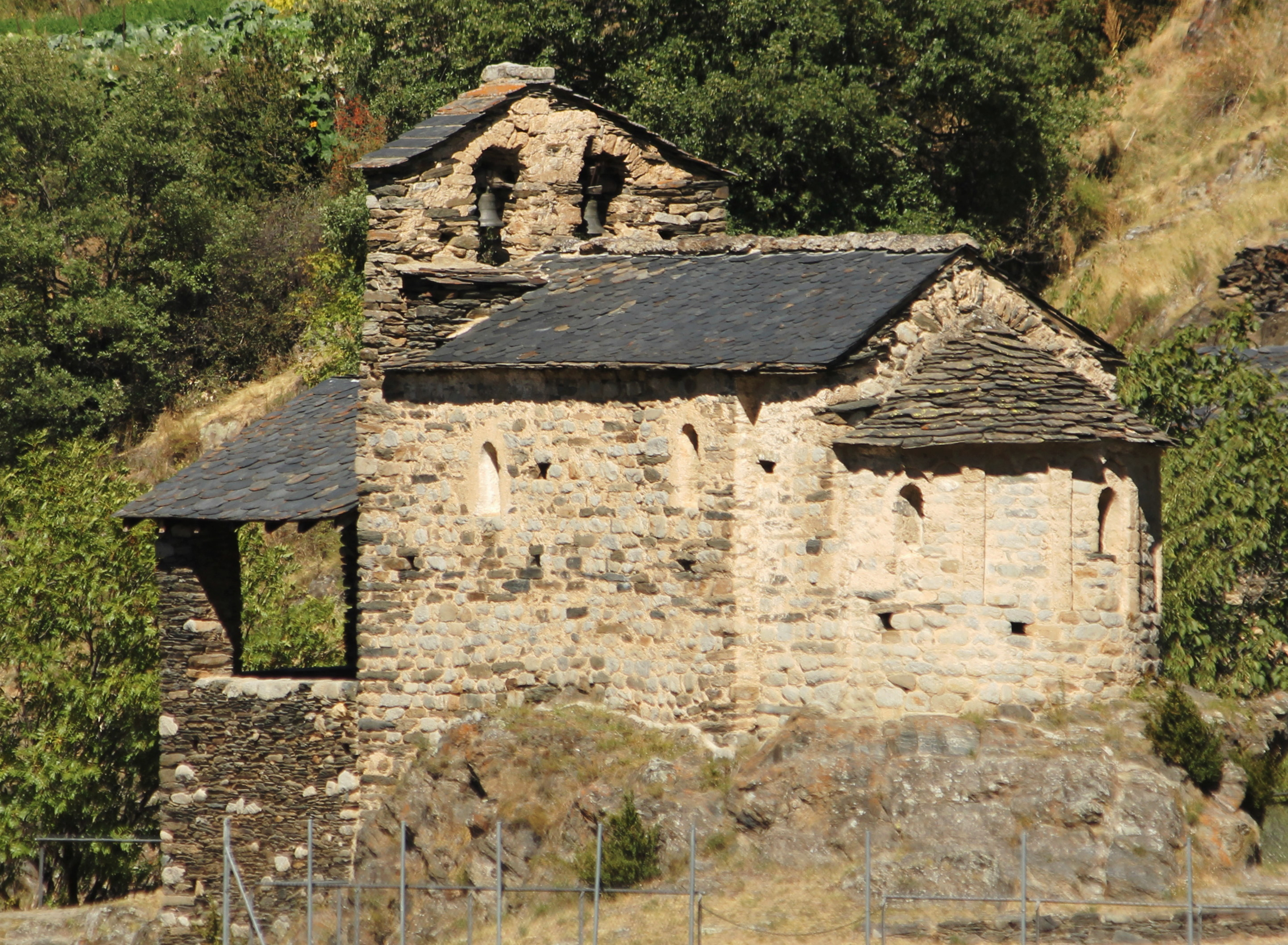
Església Sant Romà de les Bons

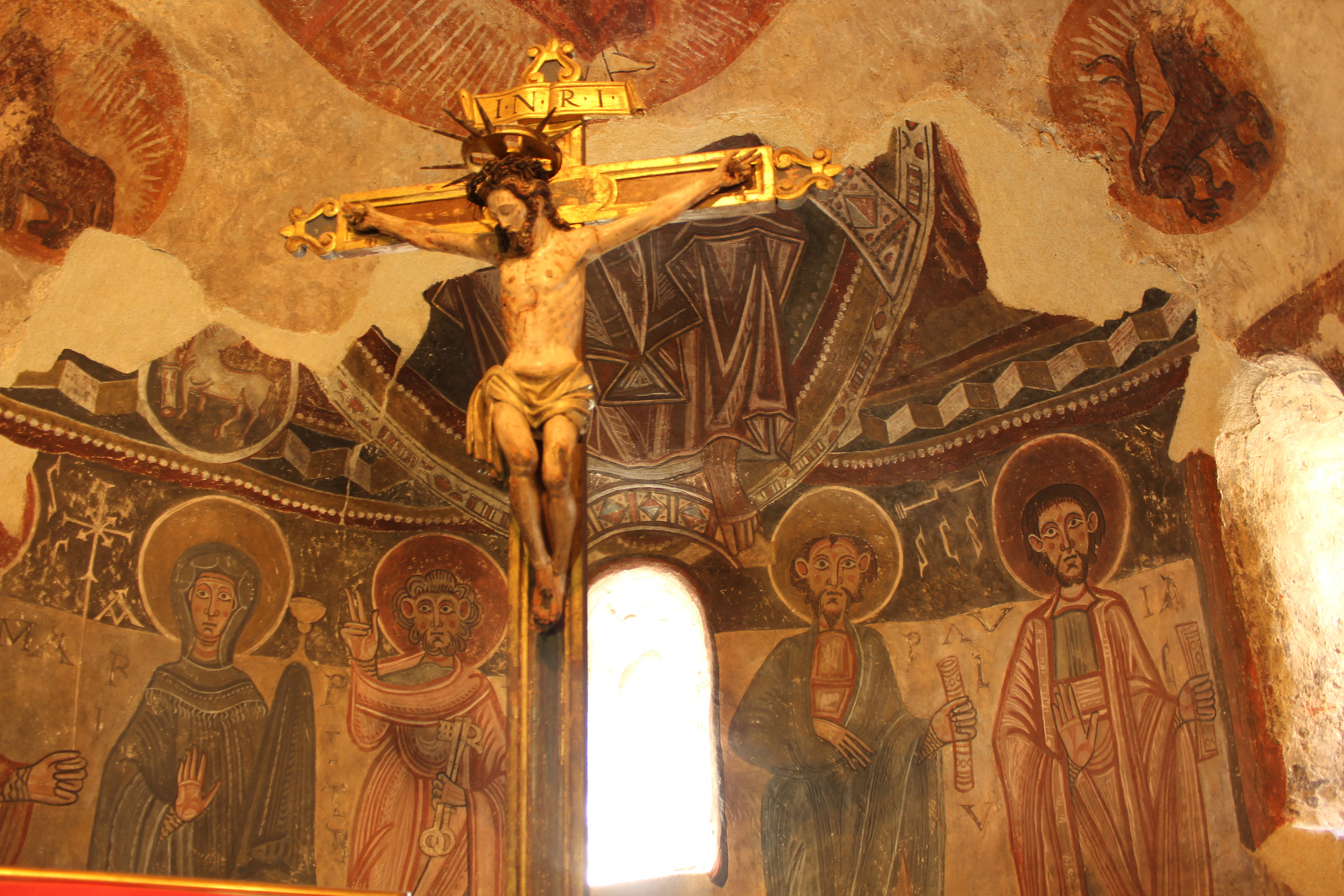
Apòstols de Sant Romà de les Bons

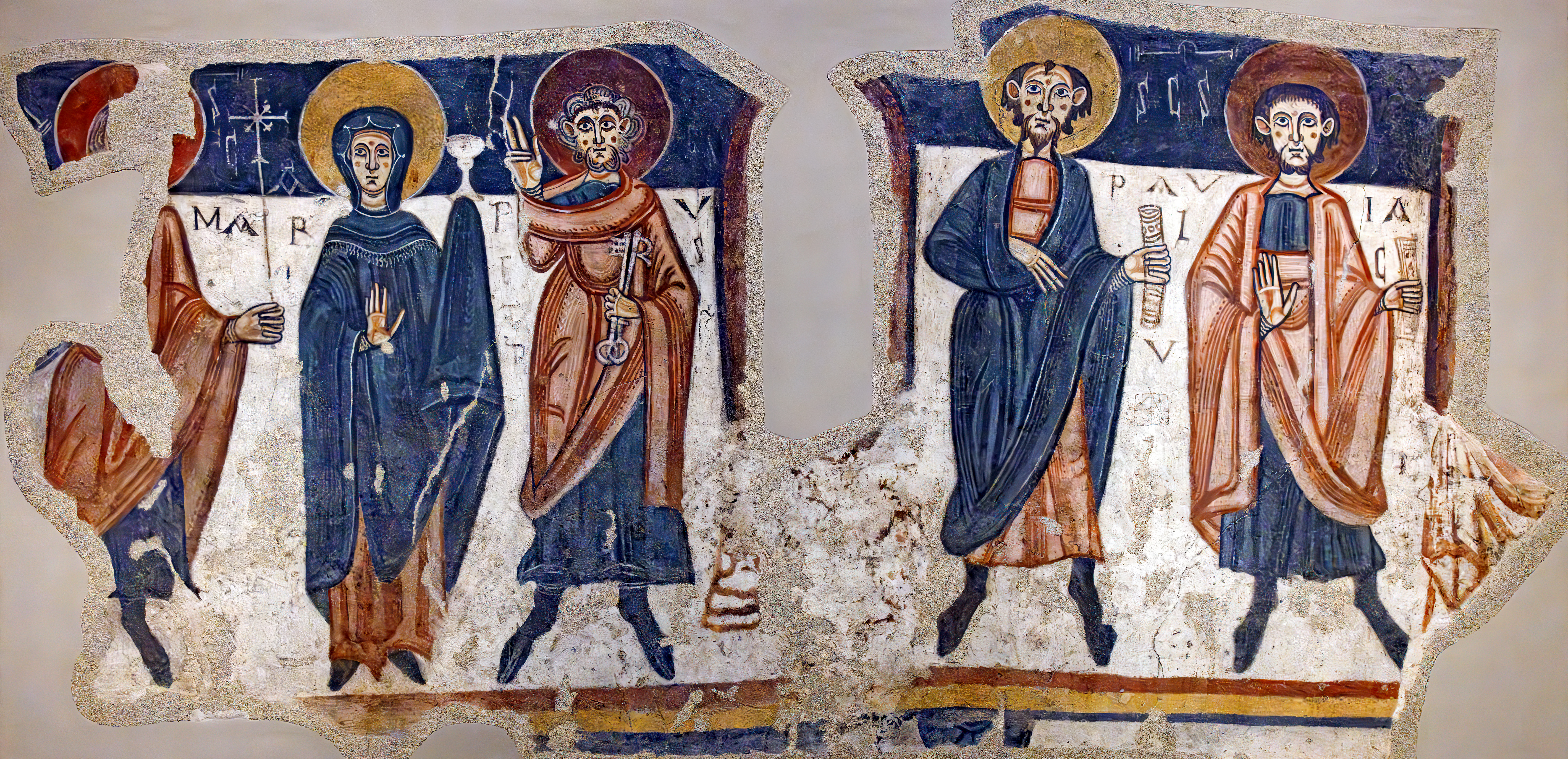
Apòstols de Sant Romà de les Bons Originales Fresko MNAC

Església Sant Romà de les Bons ist eine der ältesten Kirchen im Fürstentum Andorra. Sie befindet sich im Stadtteil Les Bons im Gemeindebezirk von Encamp. Das Gebäude ist auf Grund seiner Bedeutung seit dem Jahr 2003 als Kulturdenkmal geschützt.

## Beschreibung
Die auf einem Felsen liegende Kirche mit Blick auf die mittelalterliche Stadt wird erstmalige in historischen Aufzeichnungen anlässlich der  Weihe am 23. Januar 1164 erwähnt.
Das rechteckige Kirchenschiff mit einer halbkreisförmigen Apsis im Osten wurde mit einem Tonnengewölbe errichtet und bewahrt die typischen lombardischen Malereien im romanischen bzw. vorgotischen Stil, die auch in einigen anderen Kirchen dieser Art im Fürstentum wiederholt vorzufinden sind. An der östlichen Wandseite befindet sich ein rechteckiger Glockenturm mit zwei halbkreisförmigen Öffnungen für die Glocken. Der vorgelagerte offene Verandaartige Anbau mit Schieferdeckung wurde in späteren Zeiten errichtet.
Die Wandmalereien im Inneren der Kirche sind zum Teil restaurierte Originale aus dem Mittelalter und auch eine Reproduktion aus dem 12. Jahrhundert, die in sich in der Apsis befindet. Das gut erhaltene Original der Apostelgruppe Apòstols de Sant Romà de les Bons wird heute in der Romaniksammlung im Museu Nacional d’Art de Catalunya in Barcelona verwahrt.